# Stevens Institute of Technology
Das Stevens Institute of Technology befindet sich in Hoboken in New Jersey. Es ist eine der ältesten technischen Universitäten in den Vereinigten Staaten und war das erste College in den Vereinigten Staaten, das sich dem Maschinenbau widmete.
Die Universität wird in privater Trägerschaft betrieben.
An der Universität können, neben verschiedenen grundständigen Abschlüssen als Bachelor of Engineering oder als Bachelor of Science, im Graduiertenprogramm verschiedene Masterabschlüsse und der Doctor of Philosophy (Ph.D.) erworben werden.

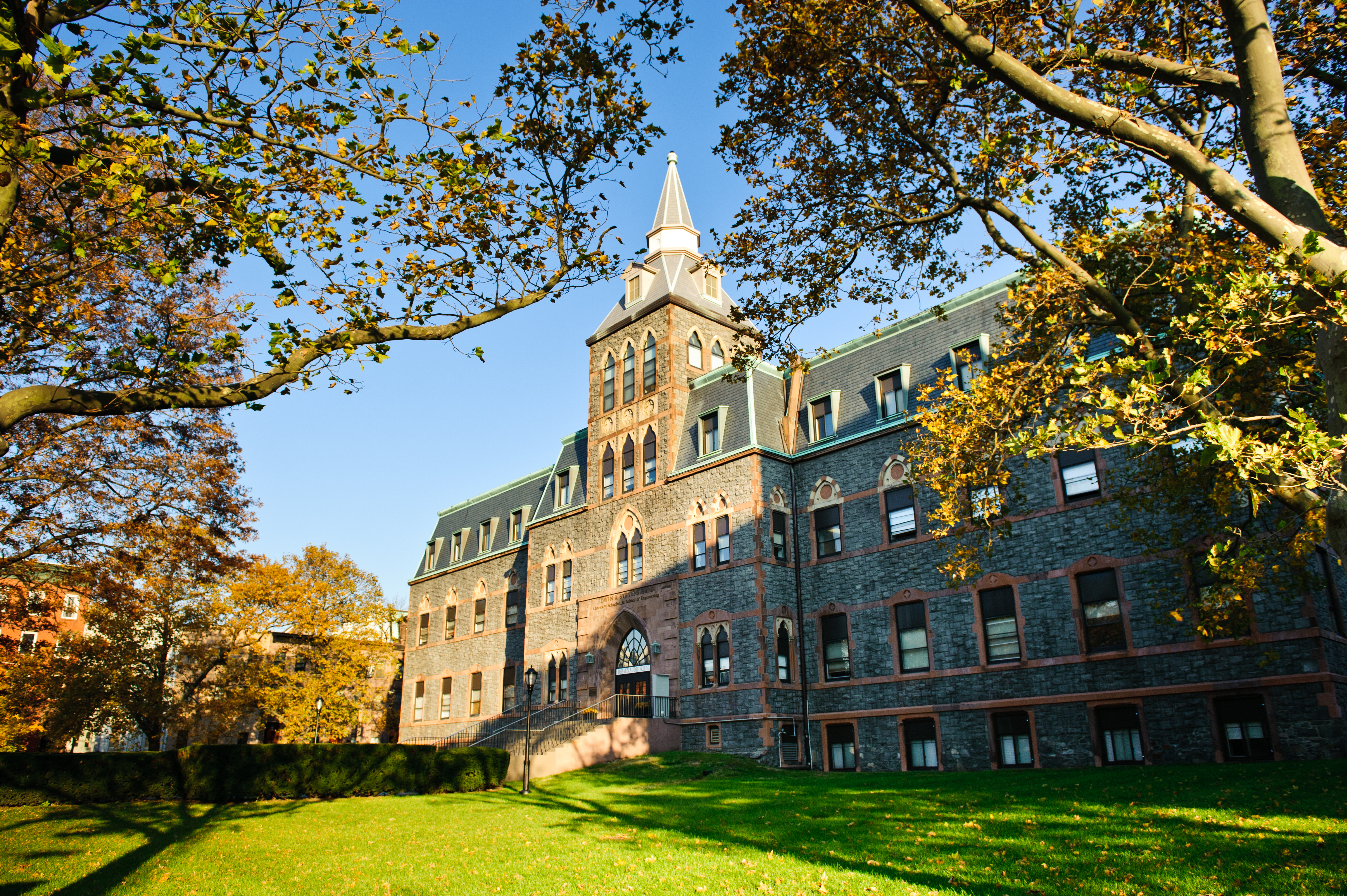
Die historische Edwin A. Stevens Hall auf dem Campus des Stevens Institute of Technology

## Fakultäten
Alle Fakultäten haben ihren Sitz in verschiedenen Gebäuden auf dem Universitätscampus am Castle Point in Hoboken. Einzelne Teile der Universität sind auch im umliegenden Gebiet untergebracht.
- Charles V. Schaefer, Jr. School of Engineering and Science

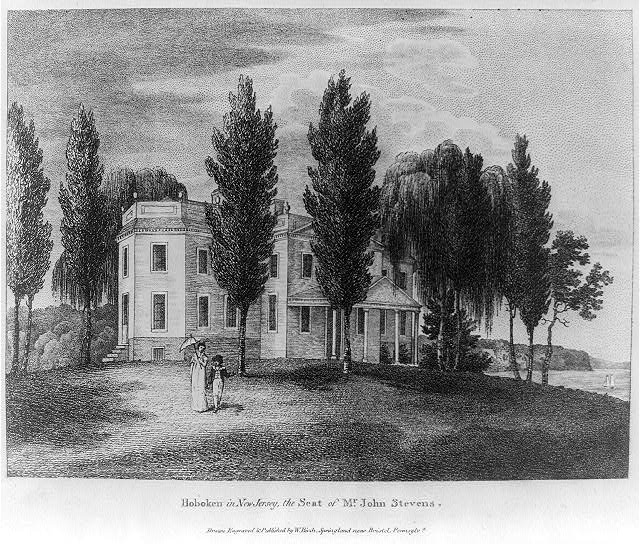
Elterliches Anwesen der Familie Stevens in Castle Point, Hoboken, heute Sitz des Stevens Institute of Technology

- Wesley J. Howe School of Business
- School of Systems & Enterprises
- College of Arts & Letters

## Geschichte
Die Universität wurde 1870 aufgrund des letzten Willens von Edwin A. Stevens, dem Sohn des Dampfschiff- und Eisenbahnpioniers John Stevens, gegründet. Ursprünglich war die Universität auf Maschinenbau ausgerichtet. Vorbild der Universität war das Modell der deutschsprachigen und französischen technischen Universitäten.
Als erste Universität verpflichtete sie 1982 jeden Studienanfänger, einen Personal Computer zu besitzen.
Seit Juli 2011 ist Nariman Farvardin (* 1956) siebter Präsident der Universität.

## Zahlen zu den Studierenden, den Dozenten und zum Vermögen
Im Herbst 2021 waren 8.287 Studierende am Stevens Institute eingeschrieben. Davon strebten 4.064 (49,0 %) ihren ersten Studienabschluss an, sie waren also undergraduates. Von diesen waren 30 % weiblich und 70 % männlich; 18 % bezeichneten sich als asiatisch, 2 % als schwarz/afroamerikanisch, 15 % als Hispanic/Latino und 51 % als weiß. 4.223 (51,0 %) arbeiteten auf einen weiteren Abschluss hin, sie waren graduates. Es lehrten 461 Dozenten an der Universität, davon 308 in Vollzeit und 153 in Teilzeit. 2022 waren es 4.070 undergraduates und 5.244 graduates gewesen, bei 603 Mitarbeitern.
Der Wert des Stiftungsvermögens der Universität lag 2021 bei 272,9 Mio. US-Dollar und damit 21,3 % höher als im Jahr 2020, in dem es 225,0 Mio. US-Dollar betragen hatte. 2018 waren es rund 207 Mio. US-Dollar gewesen.

## Bekannte Absolventen
- Harry Igor Ansoff, Begründer des strategischen Managements
- Edward Tracy Birdsall, Mitbegründer der SAE
- Samuel Prescott Bush, Großvater bzw. Urgroßvater der US-Präsidenten
- Alexander Calder, bildender Künstler
- Peter Cooper-Hewitt, Erfinder der Quecksilberdampflampe und des Quecksilberdampfgleichrichters
- Alfred Fielding, Erfinder der Luftpolsterfolie (Bubble Wrap)
- Gerard J. Foschini, Ingenieur für Nachrichtentechnik
- Henry Gantt, Entwickler des Gantt-Diagramms
- Beatrice Hicks, Ingenieurin und später Mitbegründerin sowie erste Präsidentin der Society of Women Engineers
- Irving Langmuir, Nobelpreisträger (Nobelpreis für Chemie)
- Eugene McDermott, Mitbegründer von Texas Instruments
- Charles Stewart Mott, Mitbegründer von General Motors bzw. Buick
- Frederick Reines, Nobelpreisträger (Nobelpreis für Physik)
- Frederick Winslow Taylor, Begründer der wissenschaftlichen Managementlehre